# Liste der Naturdenkmale in Möglingen
| Naturdenkmale | Anzahl |
| ------------- | ------ |
| FND           | 2      |
| END           | 0      |
| Gesamt        | 2      |

Die Liste der Naturdenkmale in Möglingen nennt die verordneten Naturdenkmale (ND) der im baden-württembergischen Landkreis Ludwigsburg liegenden Gemeinde Möglingen. In Möglingen gibt es insgesamt 2 als Naturdenkmal geschützte Objekte, welche flächenhafte Naturdenkmale (FND) sind. Einzelgebilde-Naturdenkmale (END) gibt es nicht.

## Flächenhafte Naturdenkmale (FND)
| Name                                         | Bild | Kennung     | Einzelheiten             | Position | Fläche Hektar | Datum        |
| -------------------------------------------- | ---- | ----------- | ------------------------ | -------- | ------------- | ------------ |
| Feuchtgebiet und Feldgehölz "Heiligenwiesle" | BW   | 81180500004 | Markgröningen, Möglingen | ⊙        | 0,1           | 7. Juli 1989 |
| Feuchtgebiet und Feldgehölz "Heiligenwiesle" | BW   | 81180510001 | Markgröningen, Möglingen | ⊙        | 0,3           | 7. Juli 1989 |
| Legende für Naturdenkmal                     |      |             |                          |          |               |              |